# Trigonotis inoblita
Trigonotis inoblita är en strävbladig växtart som beskrevs av Ferdinand von Mueller. Trigonotis inoblita ingår i släktet Trigonotis och familjen strävbladiga växter. Utöver nominatformen finns också underarten T. i. archboldii.